# Bosquerola de Swainson
La bosquerola de Swainson (Limnothlypis swainsonii) és un ocell de la família dels parúlids (Parulidae) i única espècie del gènere Limnothlypis.

## Hàbitat i distribució
Habita zones de sotabosc a zones pantanoses del sud-est dels Estats Units